# Witiza nyugati gót király
Witiza, más írásmóddal Witigis (687 – valószínűleg 710) nyugati gót király 702-től 710-ig. Örökösödő királyságot akart alapítani, ám nemcsak hogy nem tudta megalakítani ezt a klérus és a nemesség megtörésével, hanem még meg is fosztották uralmától.
A későbbi kor minden szerencsétlenséget, amely ezután az országot érte, az ő emlékével kapcsolt egybe. Az egykorúak ugyan magasztalták az alattvalók iránti jóindulatát; de az egyházi és világi elemek romlottsága, a törvények lábbal taposása, a zsidók kegyetlen üldözése és a királyi hatalom süllyedése menthetetlenül sodorta az országot a bukás felé. A tizennyolcadik zsinaton (amelynek végzései elvesztek), megkísérelte ugyan az ország újjáalkotását, amennyiben sikerült a főurak és papság egy részét megnyernie a nemesség és az egyház hatalmának megtörésére, a zsidóüldözés megszüntetésére, de a reformokkal megkésett. A trónról valószínűleg Roderik, egy általa megvakított főúr fia taszította le, és ő ragadta magához a királyi hatalmat. Witizát megvakították, nem sokkal később meg is halt.